# 幡羅郡
- 令制国一覧 > 東海道 > 武蔵国 > 幡羅郡
- 日本 > 関東地方 > 埼玉県 > 幡羅郡

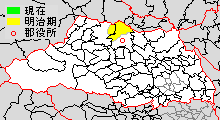
埼玉県幡羅郡の範囲

幡羅郡（はらぐん）は、埼玉県（武蔵国）にあった郡。

## 郡域
現在の行政区画では概ね以下の区域に相当する。範囲が広いため境域を示す。
- 熊谷市（大字日向、上須戸、西城、四方寺、下奈良、奈良新田、中奈良、上奈良、玉井、新島、久保島、小島、三ケ尻以北）
- 深谷市（大字江原、石塚、沼尻、新井、明戸、原郷、国済寺以東。原郷・国済寺周辺の住居表示実施地域の境界線は不詳）

## 歴史

### 古代

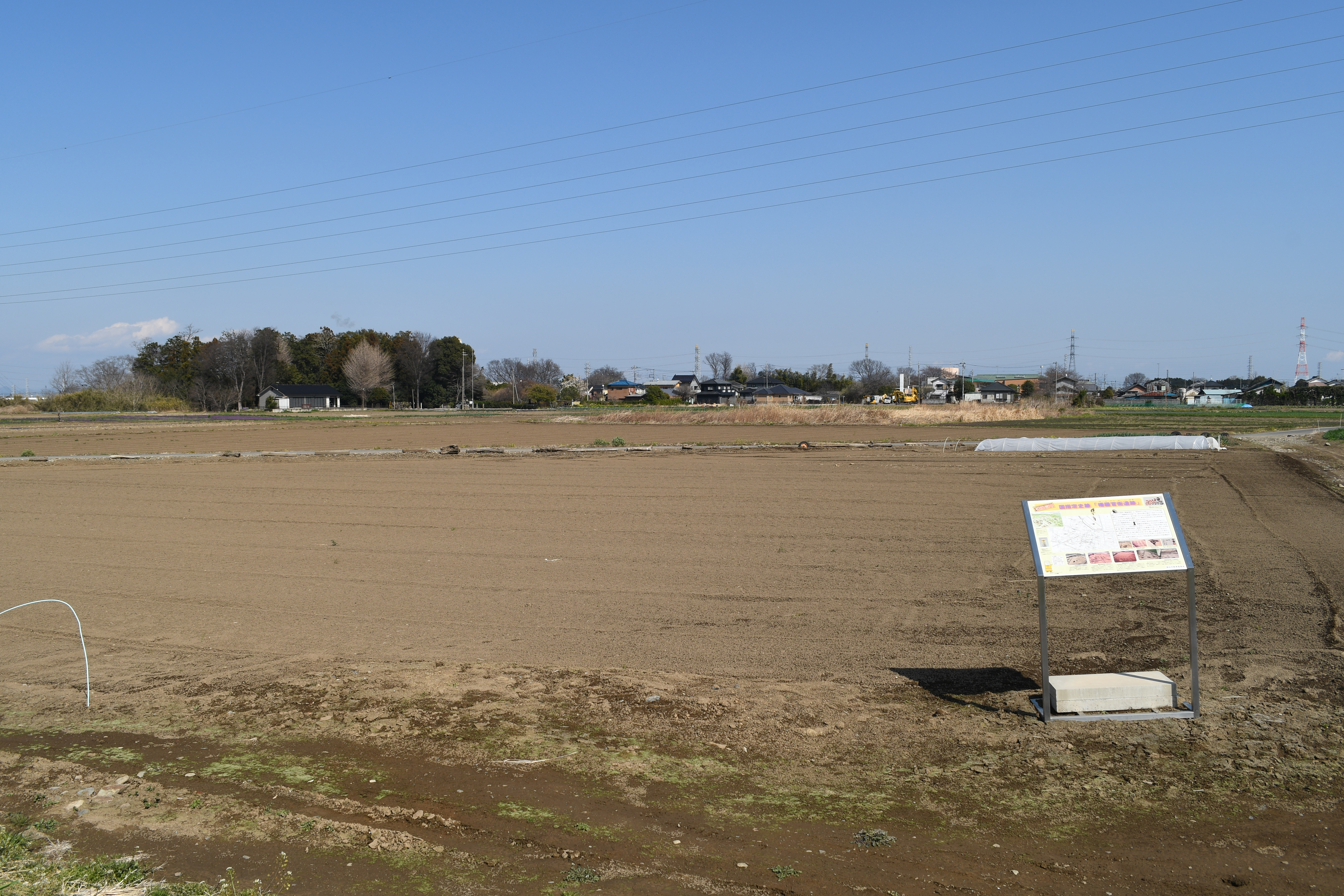
幡羅官衙遺跡（幡羅郡衙跡）
（深谷市東方・熊谷市西別府）

幡羅の読みは「はら」だったが、中世以後「はたら」と読まれることが多くなり、明治以後は完全に「はたら」となった。
武蔵国の利根川と荒川に挟まれ、東の埼玉郡に続く幡羅郡は、『和名抄』によれば七郷一余戸という北武蔵最大規模の郡であった。
郡の中心部分は、郡の南西部の台地地帯で、櫛引台地と荒川扇状地とが織り重なる地帯である。中でも台地の北側、郡衙跡（幡羅遺跡）の確認された深谷市東方・熊谷市西別府を中心に、西の深谷市原郷から、東の熊谷市中奈良あたりまでが、中心地帯だったと推定されている（幡羅官衙遺跡群）。中奈良では、和銅年間に大量の涌泉があり六百余町の壮大な水田を造成させたといい（文徳実録）、西別府祭祀遺跡からは近年まで湧き水が確認され、隣接の別府沼を形成して付近の広大な水田の水源となっていた歴史がある。深谷市原郷の根岸沼は、今は地名のみ残るがこれも数十年前まで湧き水が確認され、別府沼と同様のことが想定されている。これらの水源は荒川の伏流水である。
郡名は元来「原」であったが、その後「幡羅」に改められた。713年（和銅6年）5月、畿内七道諸国郡郷名には「好字」を用いることが命じられた。またこの命令を反映したものと見られる『延喜式』民部省式の規定にも郡や里の名には「二字」の「嘉名」をつけることが決められていた。これらの制度を受け、奈良時代以降は「幡」・「羅」の雅な漢字を当て「幡羅郡」と称したものと見られる。『和名抄』に「ハラ」とあるように、古代においては読みは「はたら」ではなく、元来通り「はら」であった。郡衙跡（後述）から出土した平安時代初期頃のものと見られる遺物には「原郡」の表記も見られ、奥州多賀城跡から出土した木簡（後述）に見られる通り正式には「幡羅」の表記となっていたものの、なお郡域では「原」の字を用いたこともあったようである。中世以後、漢字表記に引かれる形で「はたら」の読みが広がり、明治時代以後は完全に「はたら」となり現在の地名の読み方に至っている。
郡衙跡の幡羅遺跡（はらいせき）は、2001年（平成13年）に発見された新しい遺跡で、保存状態がよく規模も大きく、全国の郡衙跡のなかでも非常に貴重なものであるとされる。郡衙の東に隣接する西別府廃寺跡とともに、7～11世紀にかけての幡羅郡の歴史を知る重要な遺跡として一部が国の史跡（幡羅官衙遺跡群）に指定されている。
関連氏族としては、奥州多賀城跡から出土した木簡に「武蔵国幡羅郡米五斗、部領使□□刑部古□□、大同四年十□月」とあり、 刑部氏の何らかの関連があった。刑部は第19代允恭天皇の后の忍坂大中姫の御名代部として設置された部民。また延喜式内社の白髪神社は、吉田東伍によれば、郡衙近くに存在し、白髪部の関与が想定される(吉田東伍『白髪神社擬定私考』)。白髪部は、第22代清寧天皇の御名代部の部民。清寧天皇は、忍坂大中姫の孫にあたる。多賀城に幡羅郡から米が送られたのは大同4年（809年）。（なお幡羅郡を秦氏などの渡来人らによる新開地とする仮説は地名の一部の漢字文字からの類推以外の根拠が全くなく、幡羅郡の規模とも矛盾する）。
『延喜式神名帳』には4社（白髪神社、田中神社、楡山神社、奈良神社）が記載されている。

### 中世
成田氏系図によれば、平安時代、成田助高という武将の先祖に藤原道宗があり幡羅太郎と呼ばれたという。幡羅太郎館跡の比定地は熊谷市西城と深谷市原郷の2つある。北越軍記によれば、成田助高は武蔵国司として幡羅郡に住み、幡羅の大殿と呼ばれた。成田氏館跡は、熊谷市上之(かみの)に比定され、天喜元年（1053年）の築城という。上之村は北埼玉郡といわれるが、時代によって郡境の変遷があったとする見解が多い。「武蔵国司」については不明。
幡羅郡の豪族（別府氏、奈良氏、中条氏など）は、平安時代末期の武蔵七党の横山党として活躍し、中には鎌倉時代に西国の所領へ移った者もいたと考えられる。

### 近代以降の沿革
- 「旧高旧領取調帳」に記載されている明治初年時点での支配は以下の通り。●は村内に寺社領が存在。幕府領は木村飛騨守支配所（関東在方掛）、松村忠四郎支配所、福田所左衛門支配所が管轄。（58村）

| 知行         | 知行                               | 村数 | 村名 |
| ------------ | ---------------------------------- | ---- | --- |
| 幕府領       | 幕府領（木村）                     | 2村  | 男沼村、●妻沼村 |
| 幕府領       | 幕府領（松村）                     | 2村  | 新島村、●国済寺村 |
| 幕府領       | 旗本領                             | 37村 | 八木田村、●小島村、上江袋村、太田村、飯塚村、道ヶ谷戸村、●下奈良村、●上奈良村、●玉井村、●柿沼村、四方寺村、田島村、西野村、下増田村、藤之木村、市ノ坪村、蓮沼村、沼尻村、原井村、●東別府村、宮ヶ谷戸村、三ヶ尻村、拾六間村、新堀新田村、新堀村、高柳村、久保島村、新井村、明戸村、原ノ郷村、柴崎村、江波村、●八ツ口村、俵瀬村、●西城村、上須戸村、上根村 |
| 幕府領       | 幕府領（木村）・旗本領             | 4村  | ●中奈良村、奈良新田、石塚村、●葛和田村 |
| 幕府領       | 幕府領（松村）・旗本領             | 1村  | 堀米村 |
| 藩領         | 武蔵忍藩                           | 4村  | 出来島村、●台村、日向村、弁財村 |
| 藩領         | 上総久留里藩                       | 1村  | 本田ヶ谷村 |
| 幕府領・藩領 | 幕府領（木村）・忍藩               | 2村  | 江原村、●弥藤吾村 |
| 幕府領・藩領 | 幕府領（木村・福田）・旗本領・忍藩 | 1村  | 間々田村 |
| 幕府領・藩領 | 旗本領・忍藩                       | 2村  | 上増田村、●善ヶ島村 |
| 幕府領・藩領 | 旗本領・武蔵岩槻藩                 | 1村  | 東方村 |
| 幕府領・藩領 | 旗本領・久留里藩                   | 1村  | 西別府村 |

- 慶応4年（1868年8月5日） – 関東在方掛の旧岩鼻陣屋に岩鼻県が設置され、幕府領・旗本領を管轄。
- 明治2年 - 太田村が永井太田村に改称。
- 明治4年
  - 7月14日（1871年8月29日） - 廃藩置県により、藩領が忍県、岩槻県、久留里県となる。
  - 11月14日（1871年12月25日） - 第1次府県統合により、全域が入間県の管轄となる。
- 1873年（明治6年）6月15日 - 入間県が群馬県（第1期）と合併して熊谷県となる。
- 1876年（明治9年）8月21日 - 第2次府県統合により、熊谷県が武蔵国の管轄地域を埼玉県に合併して群馬県（第2期）に改称。当郡域は埼玉県の管轄となる。
- 1879年（明治12年）3月17日 - 郡区町村編制法の埼玉県での施行により、行政区画としての幡羅郡が発足。大里郡熊谷宿に設置された大里郡役所が管轄。
- 1883年（明治16年） - 大野村が起立（詳細不明）。（59村）

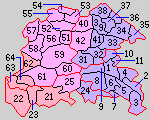
31.三尻村 32.玉井村 33.奈良村 34.長井村 35.秦村 36.妻沼村 37.弥藤吾村 38.男沼村 39.太田村 40.明戸村 41.別府村 42.幡羅村（紫：熊谷市 桃：深谷市 1 - 11は大里郡 21 - 25は男衾郡 51 - 64は榛沢郡）

- 1889年（明治22年）4月1日 - 町村制の施行に伴い、以下の村が発足。特記以外は全域が現・熊谷市。（12村）
  - 三尻村 ← 三ヶ尻村、拾六間村、新堀新田村
  - 玉井村 ← 玉井村、高柳村、久保島村、新堀村
  - 奈良村 ← 下奈良村、中奈良村、上奈良村、奈良新田、四方寺村
  - 長井村 ← 上根村、江波村、八ツ口村、上須戸村、西城村、田島村、西野村、善ヶ島村
  - 秦村 ← 葛和田村、日向村、俵瀬村、大野村、弁財村
  - 妻沼村、弥藤吾村（それぞれ単独村制）
  - 男沼村 ← 男沼村、小島村、出来島村、間々田村、台村
  - 太田村 ← 飯塚村、道ヶ谷戸村、永井太田村、八木田村、原井村、市ノ坪村、上江袋村
  - 明戸村 ← 蓮沼村、江原村、石塚村、沼尻村、藤之木村、堀米村、新井村、明戸村、上増田村、宮ヶ谷戸村（現・深谷市）
  - 別府村 ← 西別府村、東別府村、下増田村
  - 幡羅村 ←  東方村、柴崎村、本田ヶ谷村および原ノ郷村、国済寺村の大部分（現・深谷市）
  - 柿沼村・新島村が大里郡大幡村の一部となる。
- 1896年（明治29年）4月1日 - 大里郡・幡羅郡・榛沢郡・男衾郡の区域をもって、改めて大里郡が発足。同日幡羅郡廃止。

## 行政
大里・男衾・幡羅・榛沢郡長
| 代 | 氏名 | 就任年月日                | 退任年月日                | 備考                                           |
| -- | ---- | ------------------------- | ------------------------- | ---------------------------------------------- |
| 1  |      | 明治11年（1879年）3月17日 |                           |                                                |
|    |      |                           | 明治29年（1896年）3月31日 | 大里郡・男衾郡・榛沢郡との合併により幡羅郡廃止 |